# Hnutí Na vlastních nohou – Stonožka
Hnutí Na vlastních nohou – Stonožka (anglicky On Own Feet – Centipede) je dobrovolné humanitární a mírové sdružení dětí z mateřských a základních škol v České republice, na Slovensku a v Norsku. Prezidentkou je Běla Gran Jensen, Češka žijící v Norsku. Činnost sdružení začala v roce 1990.

## Humanitární projekty

### Charitativní práce v Česku a na Slovensku
Do roku 2000 byly realizovány projekty v České a Slovenské republice.

### Charitativní pomoc v zahraničí
Od roku 2000 byla zahájena spolupráce s Generálním štábem AČR, Ministerstvem obrany ČR a s vojáky v mírových misích. Pomoc byla směřována do Bosny a Hercegoviny, do Kosova, Iráku a Afghánistánu. V roce 2005 směřovala pomoc také do Thajska a Kambodži, které byly postiženy tsunami. Projekty zahrnovaly pořízení zdravotnických přístrojů a vybavení pro dětské nemocnice a zdravotnická zařízení, sanitek, rekonstrukce školních budov, pořízení materiálu na výstavbu vodovodu, pořízení školních stanů, pořízení školního vybavení, školních pomůcek, učebnic, sešitů a psacích a výtvarných potřeb, sportovního vybavení. Velmi významné bylo také pořízení palivového dříví pro sirotčinec a nákup zdravotnických setů pro porodní sestry a lékaře v afghánské provincii Lógar. V roce 2011 se ve spolupráci s Řádem sv. Lazara Jeruzalémského podařilo shromáždit více než 10 000 autolékárniček, určených pro obyvatele afghánského Lógaru.

## Způsob získávání finančních prostředků
V hnutí jsou zapojeny tisíce dětí a stovky učitelů z mateřských a základních škol. Děti malují vánoční přáníčka, vyrábějí drobné dárkové předměty, sbírají druhotné suroviny, pořádají tzv. Stonožkové týdny, divadelní či benefiční představení. Za takto získané finanční prostředky jsou pak realizovány jednotlivé projekty.

## Výchovné projekty
Děti se svou drobnou činností v rámci Stonožkového hnutí podílejí na realizaci projektů, poznávají, jak důležité je pomoci někomu, kdo to velmi potřebuje a není schopen si pomoci sám svými silami.[zdroj?]
Hnutí pořádá pravidelné výtvarné a literární soutěže, nad kterými převzaly záštitu významné osobnosti České republiky. Na základě soutěžních prací byly vydány tři knihy. První kniha „Kdyby všechny děti světa“ („If all the children of the world“ - ISBN 80-86326-15-2) obsahuje pohádky a pohádkové obrázky. Další kniha - „Létáme spolu jen do války“ („Flying together only to war“ - ISBN 80-7278-262-2) - vznikla na základě dětských literárních a výtvarných prací na téma válka v Iráku a na Balkáně. Jejich představy jsou doplněny skutečnými zážitky vojáků, kteří v zahraničních misích AČR působili. V další knize - „Nechtěné dědictví“ (ISBN 978-80-254-2856-6) - děti vyjádřily své představy a názory na šikanu. V roce 2011 se uskutečnila ve spolupráci s arcibiskupstvím pražským výtvarná a literární soutěž „Svatá Anežka Česká“, ve které se autoři prací zamýšleli na životem a významem sv. Anežky. V roce 2012 následovala u příležitosti blížícího se 1150. výročí příchodu věrozvěstů Cyrila a Metoděje na Velkou Moravu výtvarná soutěž na toto téma. Spoluorganizátorem bylo opět Arcibiskupství pražské.

## „Never Be Alone“
Jedním z nejvýznamnějších přátel Stonožky byl slavný norský hudebník, zpěvák, skladatel a producent Arne Bendiksen, který pro hnutí zkomponoval minimuzikál Never Be Alone, jehož stejnojmenná ústřední píseň se stala hymnou všech Stonožkových dětí. Tento minimuzikál přeložil do češtiny PhDr. Jiří Josek. V roce 2008 jej nastudovaly děti z Dismanova rozhlasového dětského souboru po vedením manželů Fleglových a téhož roku byl uveden v pražském divadle Minor. Píseň Never Be Alone (pod českým názvem Nezůstávej sám) převzal do svého repertoáru zpěvák Josef Vágner.[zdroj?]

## Ocenění
Za svou činnost bylo hnutí a paní Jensen oceněny státními vyznamenáními, oceněním Ministerstva zahraniční ČR a Ministerstva obrany ČR. V roce 1998 přijal zástupce Stonožkových dětí papež Jan Pavel II. V prosinci roku 2011 přijal prezidentku hnutí papež Benedikt XVI. U příležitosti udělování Nobelovy ceny v roce 2001 zazpíval sbor Stonožkových dětí pod vedením autora Arne Bendiksena na slavnostním koncertě v Oslo stonožkovou hymnu „Never Be Alone“.[zdroj?]